# Kościół Matki Bożej Częstochowskiej w Przyjezierzu
Kościół Matki Bożej Częstochowskiej w Przyjezierzu – katolicki kościół filialny zlokalizowany we wsi Przyjezierze w gminie Moryń, w powiecie gryfińskim (województwo zachodniopomorskie). Jest filią parafii Świętego Ducha w Moryniu.

## Historia i architektura
Kościół w Przyjezierzu wzniesiony został w 1410 roku. Dzisiejszy wygląd świątyni jest efektem dokonanej na początku XIX wieku gruntownej przebudowy i rozbudowy. Budowla sytuowana jest na planie wydłużonego prostokąta. Od wschodniej strony prezbiterium zamknięte jest prostą ścianą, od strony zachodniej dostawiona jest masywna wieża, wzniesiona na planie czoworoboku. Ściany zewnętrzne są pobielone. Teren wokół kościoła od strony zachodniej ogrodzony jest kamiennym murem. W 2014 roku przeprowadzono remont zewnętrznej części świątyni.
Wnętrze kościoła nakrywa płaski sufit, wsparty na filarach. Nad wejściem znajduje się drewniana empora chórowa. Zachowała się drewniana chrzcielnica z 1820 roku. Na wieży kościelnej zawieszone są dwa dzwony, z 1804 i 1918 roku.
Po II wojnie światowej kościół został konsekrowany jako świątynia katolicka w dniu 26 sierpnia 1946 roku.